# Gerendás
Gerendás (szlovákul: Gerendáš) község Békés vármegye Békéscsabai járásában.

## Fekvése
Békéscsaba és Orosháza között helyezkedik el, mindkét várostól közel azonos távolságra. Szomszédai: észak felől Csorvás, északkelet felől Telekgerendás, délkelet felől Csabaszabadi, dél felől Csanádapáca, délnyugat felől Pusztaföldvár, nyugat felől pedig Orosháza.

### Megközelítése
A település csak közúton érhető el, a 47-es főútról körülbelül 5,5 kilométeres letéréssel Csorvástól, vagy Gyula irányából Szabadkígyóson és Újkígyóson keresztül; mindkét irányból a 4431-es úton. Déli szomszédja, Csanádapáca felől a 4453-as úton közelíthető meg.
Vasútvonal nem érinti, a legközelebbi vasútállomás a körülbelül 4 kilométerre fekvő Csorvás vasútállomás, a Szeged–Kötegyán-vasútvonalon.

## Története
Oklevél először 1418-ban említette a települést, ami jelentős falu lehetett, hiszen gerendákkal készült temploma volt. A török időkben, 1596-ban elpusztult, és 1740-től Csaba közlegelője volt, ám 1862-től már ismét működött temploma és tornyos iskolája.
A mai község mint Nagygerendás-puszta 1924-ig Békéscsabához tartozott, azután lett önálló település. Az ország első betonútja itt készült 1937 táján.

## Közélete

### Polgármesterei
| Polgármester | Polgármester            | Polgármester         | Megjegyzés |
| ------------ | ----------------------- | -------------------- | ---------- |
| 1990–1994    | Gajdács János           | FKgP                 |            |
| 1994–1998    | Gajdács János           | FKgP-MDF-KDNP        |            |
| 1998–2002    | Gajdács János           | Fidesz-FKgP-MDF-KDNP |            |
| 2002–2006    | Gajdács János           | Fidesz-MDF           |            |
| 2006–2010    | Gajdács János           | Fidesz-Gazdakör      |            |
| 2010–2014    | Lengyel Zsolt András    | Fidesz-KDNP          |            |
| 2014–2019    | Lengyel Zsolt András    | Fidesz-KDNP          |            |
| 2019–2024    | Lengyel Zsolt András    | Fidesz-KDNP          |            |
| 2024–        | Kurilla-Simon Annamária | független            |            |

## Népesség
| Lakosok száma | 1352 | 1330 | 1187 | 1158 | 1057 | 1049 | 1045 |
|               | 2013 | 2014 | 2019 | 2021 | 2022 | 2023 | 2024 |

2001-ben a település lakosságának 92%-a magyar, 6%-a  szlovák és 2%-a egyéb (főleg német, román és szlovén) nemzetiségűnek vallotta magát.
A 2011-es népszámlálás során a lakosok 91,2%-a magyarnak, 0,2% cigánynak, 0,9% németnek, 0,8% románnak, 0,2% szerbnek, 16,2% szlováknak, 0,2% szlovénnek mondta magát (8,8% nem nyilatkozott; a kettős identitások miatt a végösszeg nagyobb lehet 100%-nál). A vallási megoszlás a következő volt: római katolikus 48,8%, református 3,6%, evangélikus 18,7%, görögkatolikus 0,2%, felekezeten kívüli 12,1% (15,6% nem nyilatkozott).
2022-ben a lakosság 93,4%-a vallotta magát magyarnak, 2,1% szlováknak, 0,4% németnek, 0,4% románnak, 0,3% cigánynak, 0,1-0,1% ukránnak, örménynek és szerbnek, 1,2% egyéb, nem hazai nemzetiségűnek (6,5% nem nyilatkozott; a kettős identitások miatt a végösszeg nagyobb lehet 100%-nál). Vallásuk szerint 35,2% volt római katolikus, 13,1% evangélikus, 3,7% református, 0,1% görög katolikus, 0,5% egyéb keresztény, 1,5% egyéb katolikus, 18,8% felekezeten kívüli (27,2% nem válaszolt).

## Neves személyek
- Az 1860-as években többször megfordult itt a pályakezdő Munkácsy Mihály festőművész. Gerendás határában ugyanis 255 kishold bérlete volt Munkácsy nagybátyjának, Reök Istvánnak. Munkácsy 1863-ban és 1865-ben több hónapot töltött a gerendási tanyán. Sokat rajzolt itt, és elkészült néhány festménye is, közülük leghíresebb a Búsuló betyár.
- Gerendási birtokán eredményesen foglalkozott búzanemesítéssel az első magyar búzanemesítő, Mokry Sámuel (1832-1909).

## Nevezetességei
- Apponyi-Gerendás hársfasor
- Topoly-fa, újraültetett fehér nyár
- Az ország egyik első betonútja.